# Fritz André
Fritz André (* 18. September 1946) ist ein ehemaliger haitianischer Fußballspieler.

## Karriere

### Verein
André spielte für Violette AC und für Aigle Noir AC.

### Nationalmannschaft
Er war im Kader von Haiti bei der WM 1974, welches bis heute die einzige Teilnahme Haitis bei einer WM ist. Dort wurde er gegen Polen eingesetzt, das Spiel verlor Haiti mit 0:7.
| Personendaten    | Personendaten                |
| ---------------- | ---------------------------- |
| NAME             | André, Fritz                 |
| KURZBESCHREIBUNG | haitianischer Fußballspieler |
| GEBURTSDATUM     | 18. September 1946           |
| GEBURTSORT       | Haiti                        |